# Guteneck
Guteneck je obec v německé spolkové zemi Bavorsko, v zemském okrese Schwandorf v administrativním obvodu Horní Falc. Obec má 854 obyvatel.

## Poloha
Guteneck se nachází v regionu Horní Falc Sever v severovýchodní části okresu Schwandorf, sedm kilometrů východně od dálnice A 93 na skalnatém západním břehu vysoko nad potokem Katzbach, který se asi tři kilometry jižněji u Willhofu vlévá do Švarcavy.

### Sousední obce
Guteneck sousedí s následujícími obcemi od severu: Gleiritsch, Teunz, Niedermurach, Altendorf, Nabburg a Pfreimd.
| Růžice kompasu | Pfreimd 6 km | Gleiritsch | Teunz        | Růžice kompasu |
| Růžice kompasu | Nabburg      | Sever      | Niedermurach | Růžice kompasu |
| Růžice kompasu | Nabburg      | Guteneck   | Niedermurach | Růžice kompasu |
| Růžice kompasu | Nabburg      | Jih        | Niedermurach | Růžice kompasu |
| Růžice kompasu | Nabburg      | Altendorf  | Altendorf    | Růžice kompasu |

## Historie
Ves Guteneck, poprvé zmiňovaná v listině z roku 1147, patřila k bavorskému kurfiřtství a tvořila uzavřenou dvorskou marku, od roku 1576 v majetku hrabat Kreuthů.
Současná obec vznikla v průběhu správních reforem v Bavorském království na základě obecního výnosu z roku 1818.

### Zámek
Na původním gotickém hradním komplexu ze 13. století byl postaven později zámek. V letech 1272 až 1574 patřil hrad pánům z Murachu a v letech 1570 až 1893 hrabatům z Kreithu. V roce 1822 hrad zcela vyhořel při požáru vesnice. Nejprve byla opravena pouze kaple a s ní spojená část hradu. Hrabě Franz von Spreti postavil v roce 1894 na zpustlých středověkých základech nové obytné křídlo, přičemž využil i zbytky barokních zdí. Současní majitelé, hrabata Beissel von Gymnich, nabízejí na zámku rekreační byty. Hradní kaple je oblíbeným místem pro svatby.

## Kultura a pamětihodnosti
- Středověké centrum obce a zámek Guteneck
- Farní kostel sv. Michala ve Weidenthalu
- Historický romantický vánoční trh o adventních víkendech na zámku Guteneck; od roku 2012 navíc Dny zahrad (víkend v dubnu).
- Zámecká kaple na zámku Guteneck
- Lázeňská Kaple
- Lurdská jeskyně
- Z Oberkatzbachu, dva kilometry východně, vychází Franská větev Svatojakubské cesty, značená bílou mušlí na světle modrém pozadí. Další zastávkou na Francké svatojakubské cestě je Schirmdorf, čtyři kilometry jižně od Gutenecku

## Galerie
- Hasičská zbrojnice Guteneck (2017)
- Zámek Guteneck (2017)
- Lázeňská kaple (2017)